# Bautismo de los neófitos (Masaccio)
El Bautismo de los neófitos es un fresco de Masaccio que forma parte de la decoración de la Capilla Brancacci ubicada en la Iglesia de Santa María del Carmine en Florencia. La obra, datada entre 1425 y 1426 y con unas dimensiones de 255 x 162cm, retrata una escena de la historia de San Pedro en la cual el apóstol bautiza a algunos nuevos cristianos o neófitos (Hechos de los Apóstoles,Hechos 2:41). 

## Historia

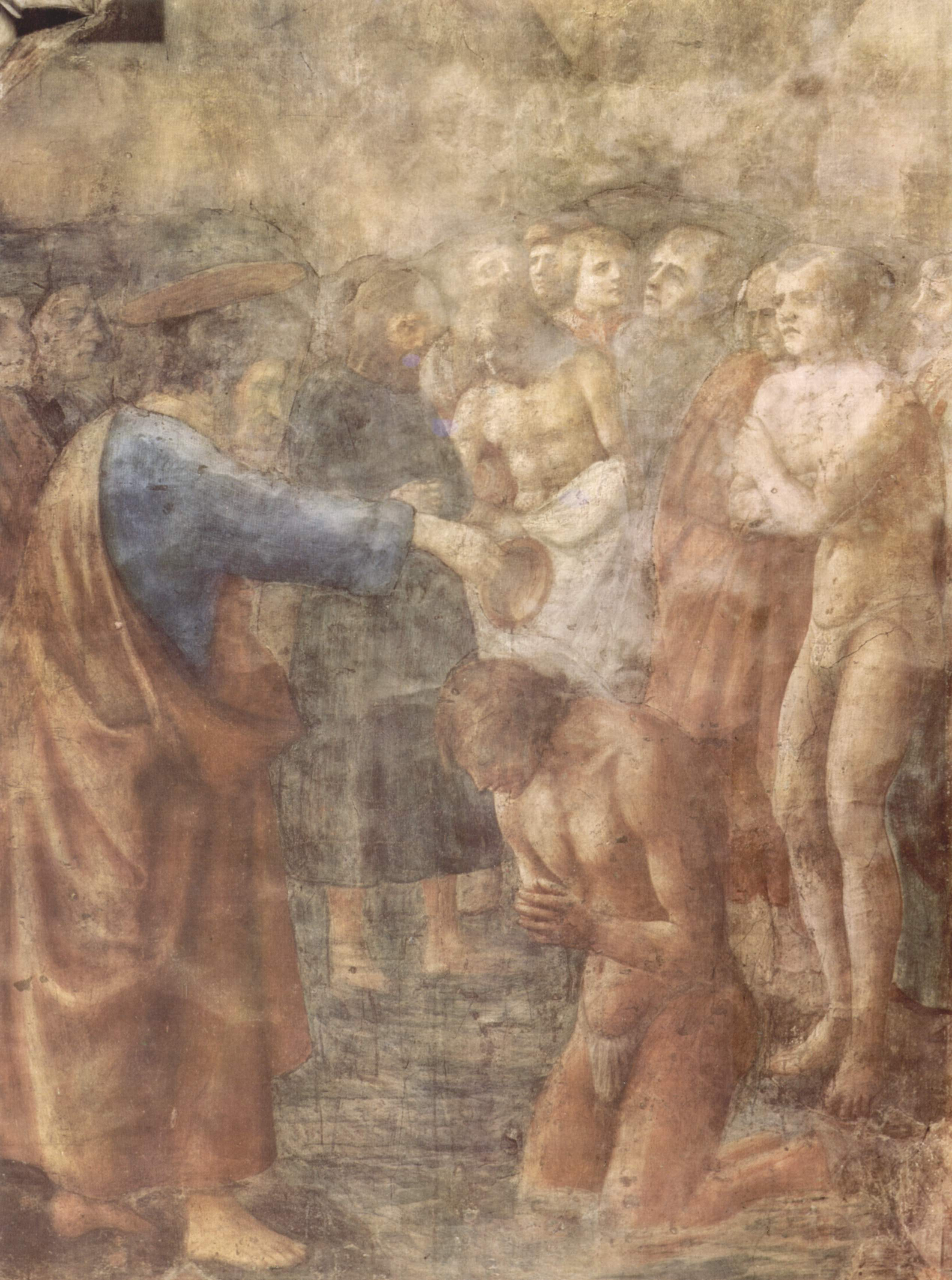
La obra antes de la restauración

Los frescos de la Capilla Brancacci son un enigma para los expertos debido a la falta de documentación oficial. Posiblemente encargados a Masolino, quien tenía como ayudante al joven Masaccio, sólo se sabe y a través de testimonios indirectos que ambos los habrían iniciado en 1424 y que a partir de 1425 sería Masaccio en solitario quien los continuara por la partida de Masolino hacia Hungría. 
En 1428 Masaccio, ocupado en otros trabajos, moriría dejando la obra incompleta.
Esta escena, salvada del repintado que se hizo en época barroca, quedó ennegrecida por el incendio de 1711 que destruyó gran parte de la basílica. Sólo con la restauración que se realizó entre 1983 y 1993 se pudo recuperar la brillante cromática original y eliminar algunos restos del repintado.       

## Descripción y características
La obra está situada a media altura, sobre la pared que se encuentra detrás del altar a la derecha. El texto evangélico al que hace referencia la obra nos cuenta que después de Pentecostés Pedro se dedica a predicar animando a la gente para que se bautice en nombre de Jesucristo.
Este fresco, ambientado en un valle entre empinadas colinas, nos muestra algunos jóvenes que se preparan para recibir el bautismo. Uno de ellos, con una anatomía perfectamente modelada, está arrodillado en el río y lo recibe con las manos juntas. Otro espera su turno desvestido, temblando y con los brazos cruzados en una representación de un gran realismo. Un tercero está comenzando a quitarse la túnica. Y otro más, descalzo y con el pelo claramente mojado, se viste y abotona su túnica azul una vez recibido el bautismo. Es destacable el efecto del agua mojando el cabello y los calzones del joven arrodillado.
Pedro luce un gesto enérgico y elocuente volteando firmemente el cáliz en la dirección que mejor la percibe el espectador. En la escena, al igual que en el fresco cercano de la Predicación de San Pedro , el apóstol aparece solo mientras que en los textos evangélicos está en compañía de otros apóstoles. Posiblemente la intención es la de remarcar su liderazgo y su personificación como iglesia misma. 
También se representan a algunos asistentes a la ceremonia cuyos rostros sean posiblemente retratos de personajes coetáneos del pintor así como el rostro del apóstol que se cree pertenece a algún hombre notable de la época.
Los personajes se van perdiendo en la profundidad de forma natural y suave gracias a una perfecta relación entre luces y sombras que nos anticipa la técnica de perspectiva aérea.